# Миненко Микола Іванович
Микола Іванович Миненко (Міненко) (18 вересня 1927, село Писарівка, тепер Новосанжарського району Полтавської області — 16 квітня 1990, село Писарівка Новосанжарського району Полтавської області) — український радянський діяч, новатор сільськогосподарського виробництва, комбайнер колгоспу «Більшовик» Новосанжарського району Полтавської області. Депутат Верховної Ради УРСР 7—8-го скликань. Герой Соціалістичної Праці (23.06.1966).

## Біографія
Народився в селянській родині в 1927 (за іншими даними — в 1926) році. Освіта неповна середня. У 1940 закінчив Писарівську семирічну школу Новосанжарського району Полтавської області. Трудову діяльність розпочав колгоспником у селі Писарівці Новосанжарського району.
З 1943 по 1950 рік служив у лавах Червоної (Радянської) армії в 140-му артилерійському полку. Учасник німецько-радянської війни. У 1945 був важко поранений на території Угорщини.
Після демобілізації з травня 1950 по 1957 рік — електрозварник Полтавського паровозоремонтного заводу.
Член КПРС.
У березні 1957 року за путівкою районного комітету КПУ направлений у колгосп імені Шевченка села Писарівки Новосанжарського району Полтавської області, де працював помічником комбайнера. Закінчив школу сільських механізаторів. Після об'єднання колгоспів працював комбайнером колгоспу «Більшовик» Новосанжарського району Полтавської області.
Звання Героя Соціалістичної Праці Миколі Миненку присвоєно Указом Президії Верховної Ради СРСР від 23 червня 1966 року як передовику сільського господарства, за збільшення виробництва та заготівель пшениці, жита, гречки, проса, рису, кукурудзи та інших зернових культур.
З 1987 року — на пенсії. Похований у селі Писарівці Новосанжарського району, на могилі встановлено пам'ятник.

## Нагороди
- Герой Соціалістичної Праці (23.06.1966)
- орден Леніна (23.06.1966)
- орден Трудового Червоного Прапора (1973)
- орден Вітчизняної війни ІІ ст. (6.11.1985)
- бронзова медаль ВДНГ СРСР (1965)
- медалі
- знак «Переможець соціалістичного змагання» (1974)
- Почесна грамота Президії Всесоюзної Центральної Ради Професійних Спілок (1974)